# 帕萨本
帕萨本是巴西米纳斯吉拉斯州的一个市镇。总面积94.538平方公里，总人口1801人，人口密度19.1人/平方公里。